# Clube FM Divino
Clube FM Divino é uma estação de rádio brasileira sediada no município de Divino, cidade do estado de Minas Gerais. Opera no dial FM 102.9 MHz e é afiliada á Rede Clube FM.

## História
A história da frequência começa ainda em fevereiro de 2013, quando a emissora se afiliou à Transamérica Hits. A afiliação com a rede durou até 2019, quando a emissora encerrou a parceria com a vertente Hits, isso se deu por conta da unificação da rede. Com isso, foi confirmado que a frequência iria se afiliaria á Band FM A emissora estreou como afiliada da Band FM no dia 18 de outubro de 2019 ás 06h.
Em 20 de novembro de 2019, depois de um mês como afiliada da Band FM, a emissora encerrou a afiliação com a rede, e passou a seguir uma programação independente nesse formato até 25 de novembro de 2019, quando foi anunciado que a emissora iria se afiliar à Rede Clube FM, nesse mesmo dia a emissora passou a seguir uma programação de expectativa para a estreia da afiliação com a rede.